# Cécile Alix
Cécile Alix, née le 6 septembre 1972, est une autrice jeunesse française. Elle écrit des albums, des contes, des romans, des pièces de théâtre et des BD qui s’adressent aux enfants, aux adolescents et aux jeunes adultes.

## Biographie

### Carrière littéraire
Cécile Alix publie de nombreux romans et albums en littérature jeunesse, parmi lesquels Super menteur (2015) et La mémé du chevalier (2016).
En 2019, elle publie Six contre un, sur le thème du harcèlement. Le livre est Prix Unicef 2019.
En 2020, elle lance la série La street qui raconte les aventures de Carl, Miel et Aurel. 
En 2022, elle publie A(ni)mal, qui évoque l'histoire d’un jeune migrant, Miran, 15 ans, contraint de fuir son pays en guerre. Le roman raconte toutes les difficultés qu'il rencontre lors de son trajet. Il remporte le Prix RTS Littérature Ados 2023. « Un magnifique roman que l'on referme les yeux encore embrumés, et le cœur tout secoué ! » écrit Cécile Ribault Caillol pour France Info. Elle publie également Homère in the city, à lire à partir de 13 ans. Le roman raconte l'histoire de Sol qui ne parle à personne sauf à son ami d’enfance. Un jour, il réalise un rêve, il achète un cheval, Homère, et arpente avec lui les rues de sa cité.
En 2024, elle publie Guerrière sur le calvaire des enfants soldats. Son roman fait partie des cinq livres autour de la résilience en lice pour le Prix Mauvaises Graines. Il raconte l'histoire de Nekeli, une fillette d’une douzaine d’années qui vit paisiblement dans un village de la RDC ou de l’Ouganda jusqu'à ce que son frère jumeau et elle soient capturés.
Parallèlement, elle va régulièrement à la rencontre des jeunes lecteurs,,,. Elle s’intéresse aussi à la pédagogie sociale et intervient auprès de jeunes personnes atteintes de troubles cognitifs, ainsi qu’en tant que formatrice auprès du corps enseignant,.

### Vie privée
Cécile Alix vit à Bourg-en-Bresse,.

## Œuvre

### Romans
- Guerrière, Slalom, 2024
- Homère in the city, Casterman, 2022
- A(ni)mal, Slalom, 2022
- Série La street, Magnard jeunesse, 2020
- Six contre un, Magnard jeunesse, 2019
- La mémé du chevalier, Magnard jeunesse, 2016
- Super menteur, Magnard jeunesse, 2015